# 聖內德利亞
圣内德利亚，1991年之前圣内德利亚是克罗地亚萨格勒布县的一个镇。它是萨格勒布大都市地区的省级卫星城镇之一。

## 地理
圣内德利亚位于萨格勒布西部，靠近萨莫博尔镇。有一条A3高速公路的出口于此，该高速公路从西北到东南穿过该镇。

## 经济
克罗地亚汽车制造商銳馬克汽車的总部就设在该镇。它也是萨格勒布县最富有的镇，也是全国最富有的市镇之一，全国大多数小型企业总部设于该镇。